# جمية طويلة
الجُمِية الطويلة (باللاتينية: Phacelia procera) نوع نباتي ينتمي إلى جنس الجمية من الفصيلة الحمحمية.
موطنها ولاية كاليفورنيا على الساحل الغربي للولايات المتحدة.